# Richard Manuel

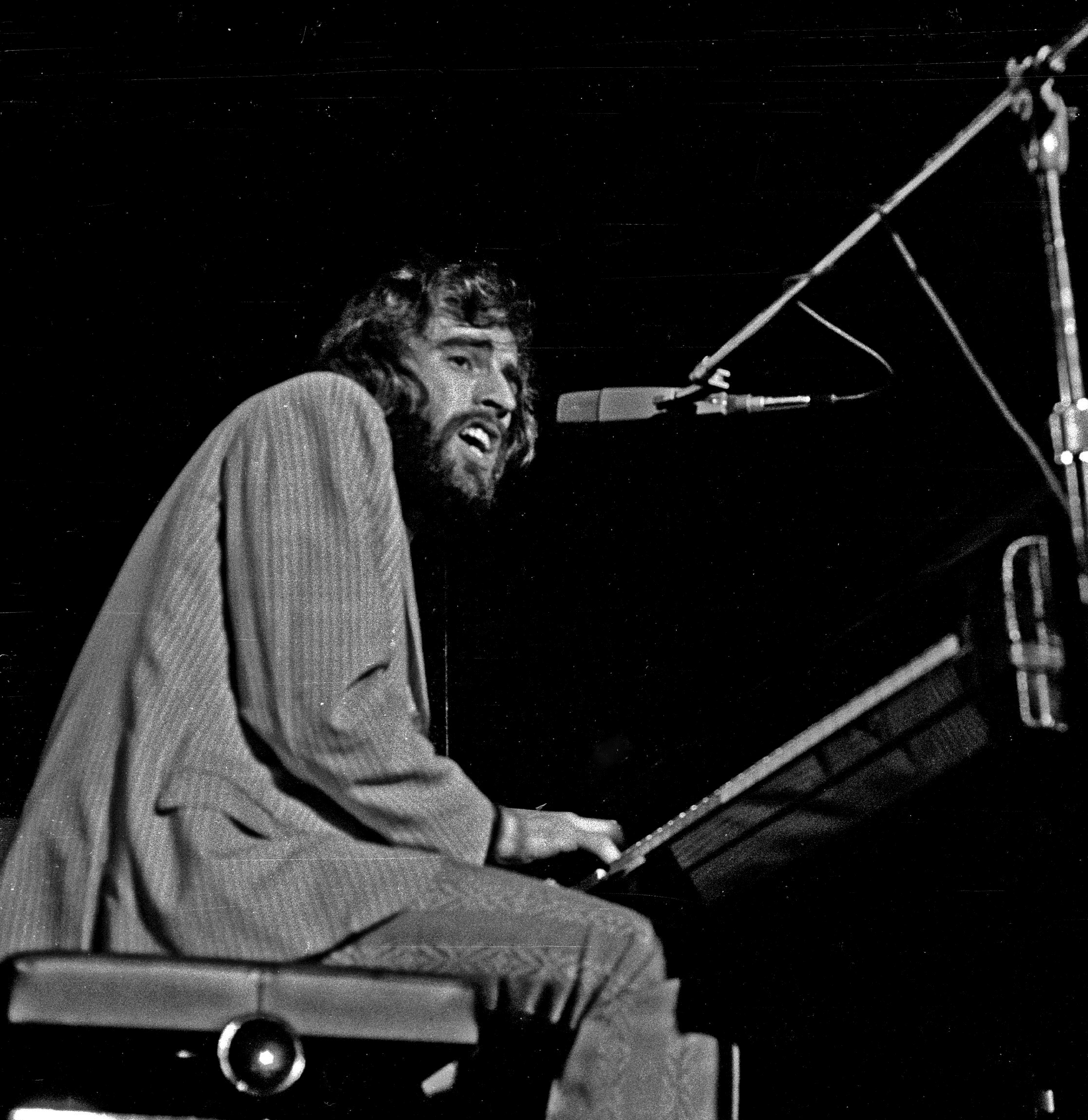
Richard Manuel, 1971

Richard Manuel (ur. 3 kwietnia 1943 w Stratford, zm. 4 marca 1986 w Winter Park) – kanadyjski muzyk rockowy, autor tekstów piosenek, perkusista, pianista i wokalista. Grał również na gitarze country typu lap-slide. Związany z gatunkami muzyki: blues, folk rock, country rock i rock psychodeliczny. Znany z występów w The Band.

## Życie
Manuel urodził się w London w Ontario. Na pianinie nauczył się grać jako nastolatek i już wtedy wykazywał nieprzeciętny talent wokalny i kompozytorski. Wkrótce zaczął grać we własnym zespole - The Rockin' Revols. Sławę zyskał dzięki występom z grupą The Band, do której dołączył w roku 1961. Był w niej drugim klawiszowcem wspomagającym Gartha Hudsona. Kiedy grupa uniezależniła się od Boba Dylana, Manuel wraz z Robbiem Robertsonem pisał teksty do oryginalnych kompozycji. 
W czasie pracy nad albumem Stage Fright Manuel popadł w uzależnienie od narkotyków, co bynajmniej nie uniemożliwiło mu dalszej pracy z grupą, ale niekorzystnie wpłynęło na poziom jego twórczości. Rolę autora tekstów i muzyki do piosenek przejął Robertson.
Manuel zmarł śmiercią samobójczą w czasie długiego tournée zespołu w okresie jego reaktywowania w 1986. Przypuszcza się, że powodem samobójstwa była depresja Manuela związana ze śmiercią przyjaciela i managera - Alberta Grossmana, widmo upadku The Band, oraz problemy rodzinne, a w wyniku - powrót do narkotyków.

## Twórczość
Na tablicy upamiętniającej twórcę (znajdującej się w Park Towers, w rodzinnym Otranto) wykuto słowa piosenki Boba Dylana "I Shall Be Released": I see my light come shining, from the west down to the east, any day now I shall be released. Piosenkę tę zaśpiewał Manuel na pierwszej płycie The Band Music from Big Pink - i do dziś uważana jest ona za najdoskonalsze osiągnięcie grupy. Zdaniem wielu krytyków prześciga ona dylanowską wersję ballady. Inną perełką w dorobku Manuela był wokal w "Whispering Pines" oraz śpiewane sekwencje w "Rockin' Chair". Choć w The Band większość muzyków była dobrymi wokalistami i każdy z nich śpiewał prowadzące wokale, to właśnie Manuel był powszechnie uznawany za lidera wśród nich. Obdarzony mocnym, czystym i barwnym barytonem, posiadał wielkie zdolności interpretacyjne.
Richard Manuel napisał teksty do takich przebojów grupy The Band jak: "In a Station", "We Can Talk", "Lonesome Suzie" czy "Jawbone".

## Recepcja
Śmierć Manuela poruszyła amerykańskim środowiskiem muzycznym. W 1986 roku Eric Clapton poświęcił jego zmarłej osobie utwór "Holy Mother". Podobnie zrobił Robbie Robertson, który otwierał swoją solową płytę piosenką "Fallen Angel". W 2003 roku grupa Counting Crows wydała singel: "If I Could Give All My Love (Richard Manuel Is Dead)", a w rok później współczesna folkowa formacja The Drive-By Truckers umieściła na swojej najnowszej płycie utwór "Danko/Manuel", upamiętniający dwóch zmarłych muzyków The Band.

## Dyskografia
- 2002 Whispering Pines: Live at the Get Away